# Matricaria discoidea
Matricaria discoidea es una planta de la familia de las compuestas.

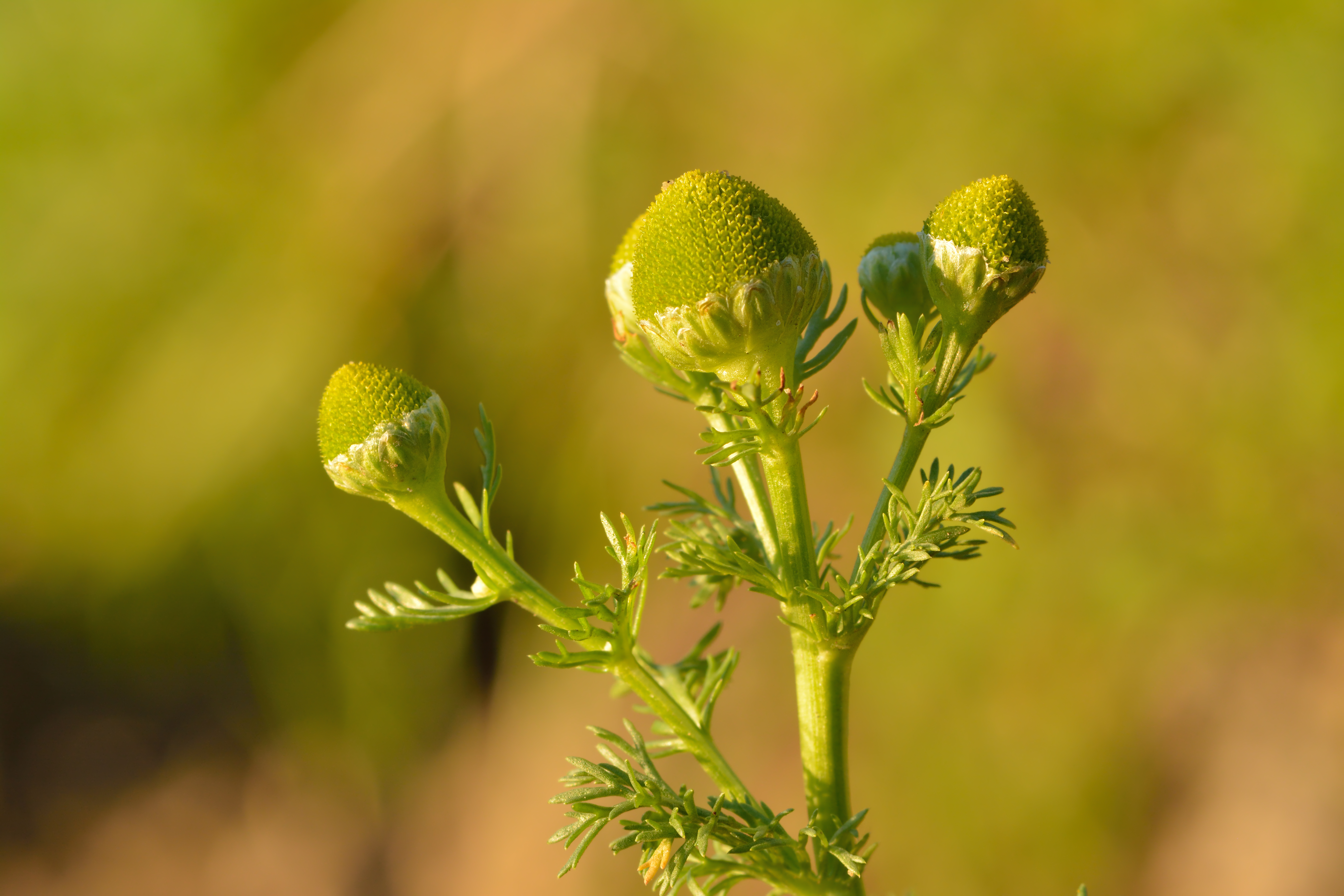
Detalle de la flor

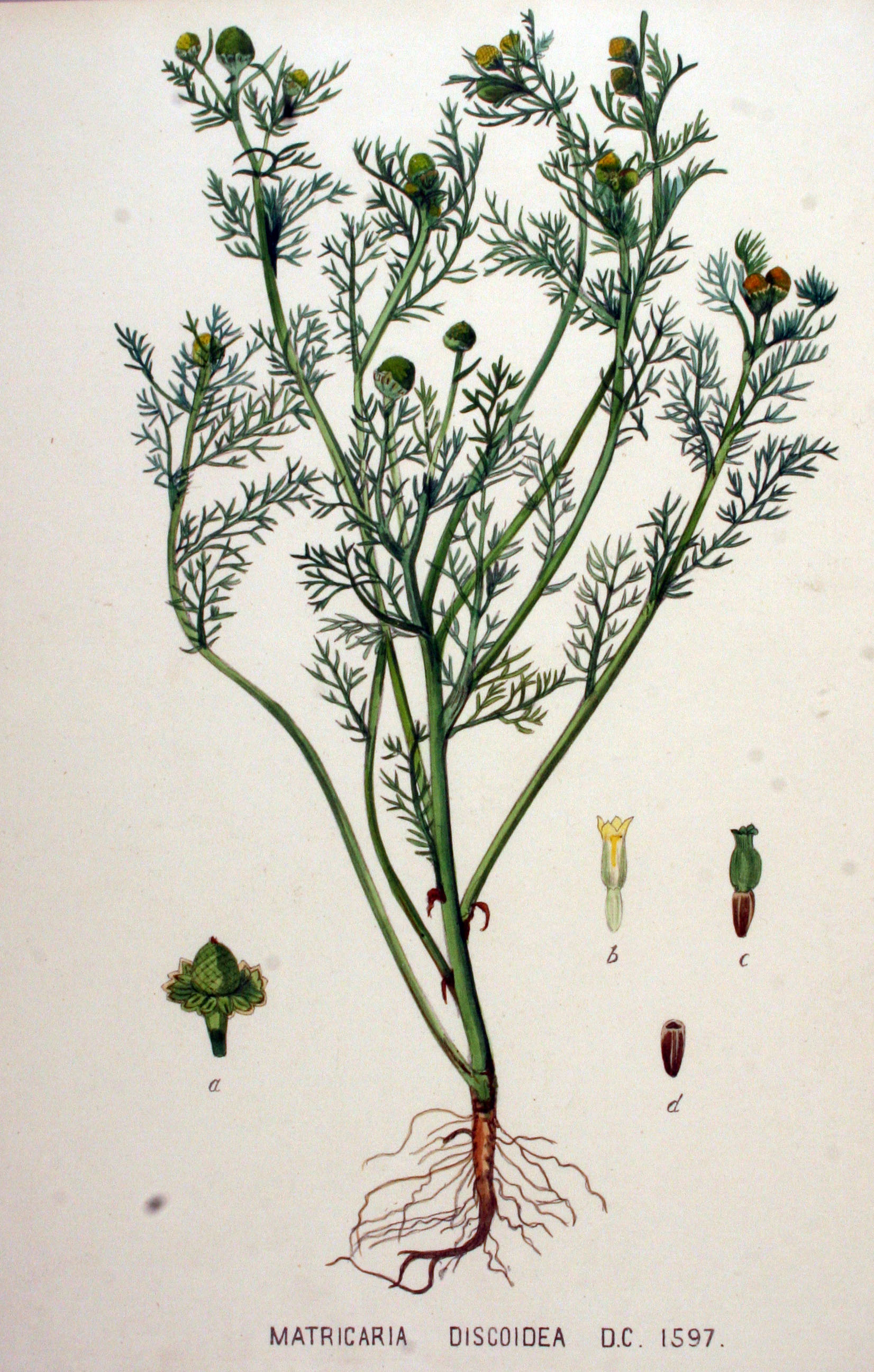
Ilustración

## Descripción
Anual, enormemente aromática de 5-45 cm, bastante carnosa, ramosa por arriba, con ramas rígidas. Se distingue por sus capítulos globulares amarillo verdosas de 5-9 mm de diámetro, que se agrandan a medida que maduran. Flores liguladas ausentes, flores tubulosoas cuatrilobuladas; brácteas involucrales con margen incoloro. Hojas 2-3 veces divididas en numerosos segmentos lineales, glabras. Florece desde finales de primavera y en verano.

## Distribución y hábitat
Probablemente originaria del noreste de Asia. Introducida en gran parte de Europa, excepto Albania, Grecia, y Turquía. Junto a carreteras, en terrenos cultivados, corrales, lugares transitados.

## Propiedades
Usado como sudorífico, desinfectante, vermífugo y carminativo.
Puede usarse como coadyuvante en tratamientos contra la gripe, eficaz para trastornos digestivos y eliminación de parásitos intestinales. En uso tópico sirve para enjuagues de boca y lavado de erupciones cutáneas y eczemas.
Se usan las flores (cabezuelas con pedúnculo corto).
Principios activos
Aceite esencial (menos cantidad que la manzanilla auténtica), con taninos, glucósidos y un jugo amargo.

## Taxonomía
Matricaria discoidea fue descrita por Augustin Pyrame de Candolle y publicado en Prodromus Systematis Naturalis Regni Vegetabilis 6: 50. 1837[1838].
Etimología
Matricaria: nombre genérico que deriva del latín matrix = "vientre", en referencia a que la planta ha sido utilizada como una cura para los trastornos femeninos.
discoidea: epíteto latino que significa "como un disco".
Sinonimia
- Matricaria matricarioides (Less.) Porter
- Akylopsis suaveolens (Pursh) Lehm.
- Anthemis inconspicua Fisch. ex Herder
- Artemisia matricarioides Less.
- Cenocline pauciflora K.Koch
- Chamomilla discoidea (DC.) j.gay. ex A.Braun
- Chamomilla suaveolens (Pursh) Rydb.
- Chrysanthemum discodes (DC.)
- Chrysanthemum suaveolens (Pursh) Asch.
- Cotula matricarioides (Less.) Bong.
- Lepidanthus suaveolens (Pursh) Nutt.
- Lepidotheca suaveolens (Pursh) Nutt.
- Matricaria discoidea DC.
- Matricaria graveolens (Pursh) Asch.
- Matricaria graveolens var. discoidea Gay
- Matricaria suaveolens (Pursh) Buchenau
- Santolina suaveolens Pursh
- Tanacetum suaveolens (Pursh) Hook.[6]

## Nombres comunes
- Castellano: amagarza, camomila, gamarza, lirada, magarza, manzanilla silvestre, manzanillón, marcierza, matricaria.[7]

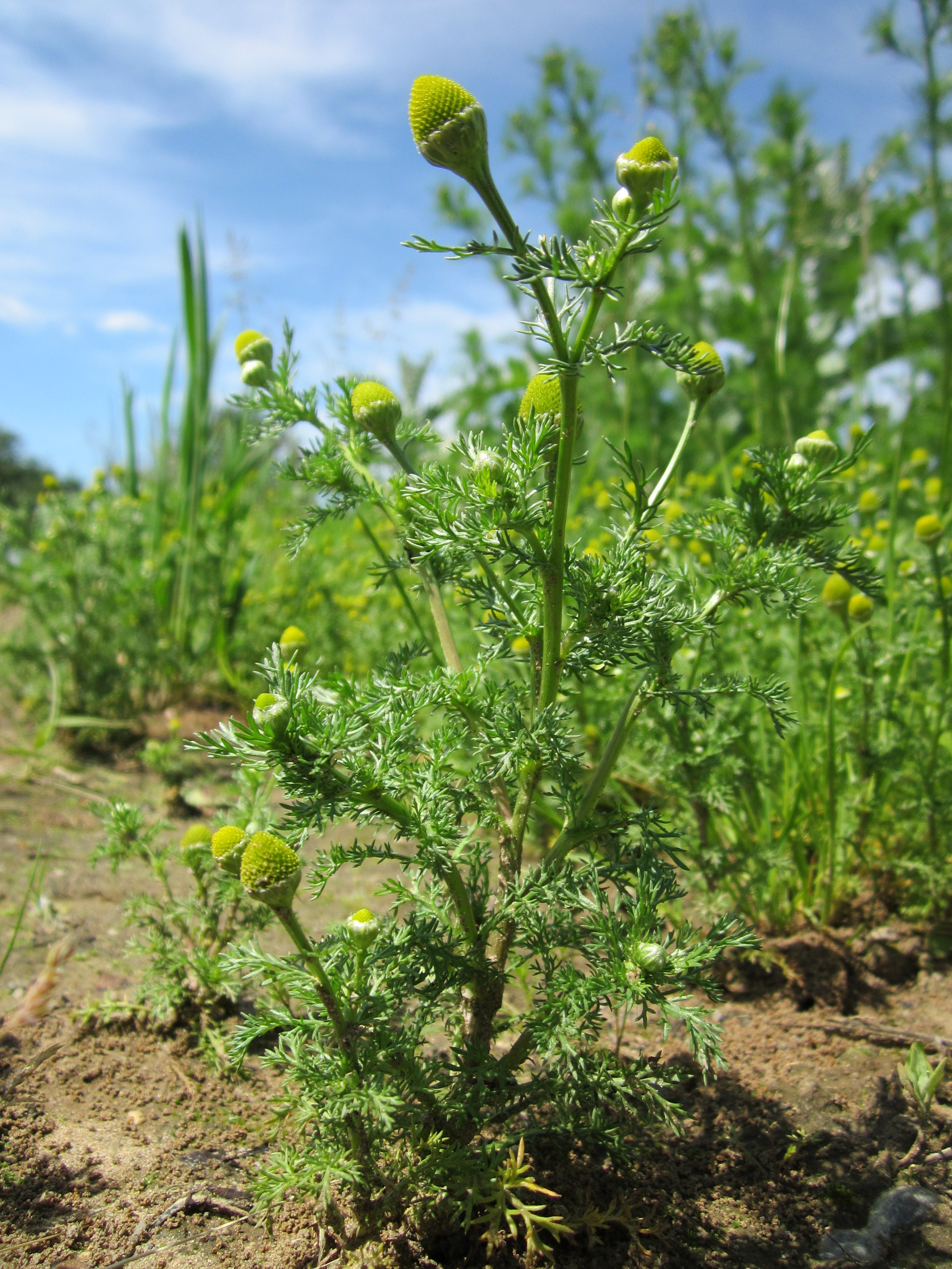
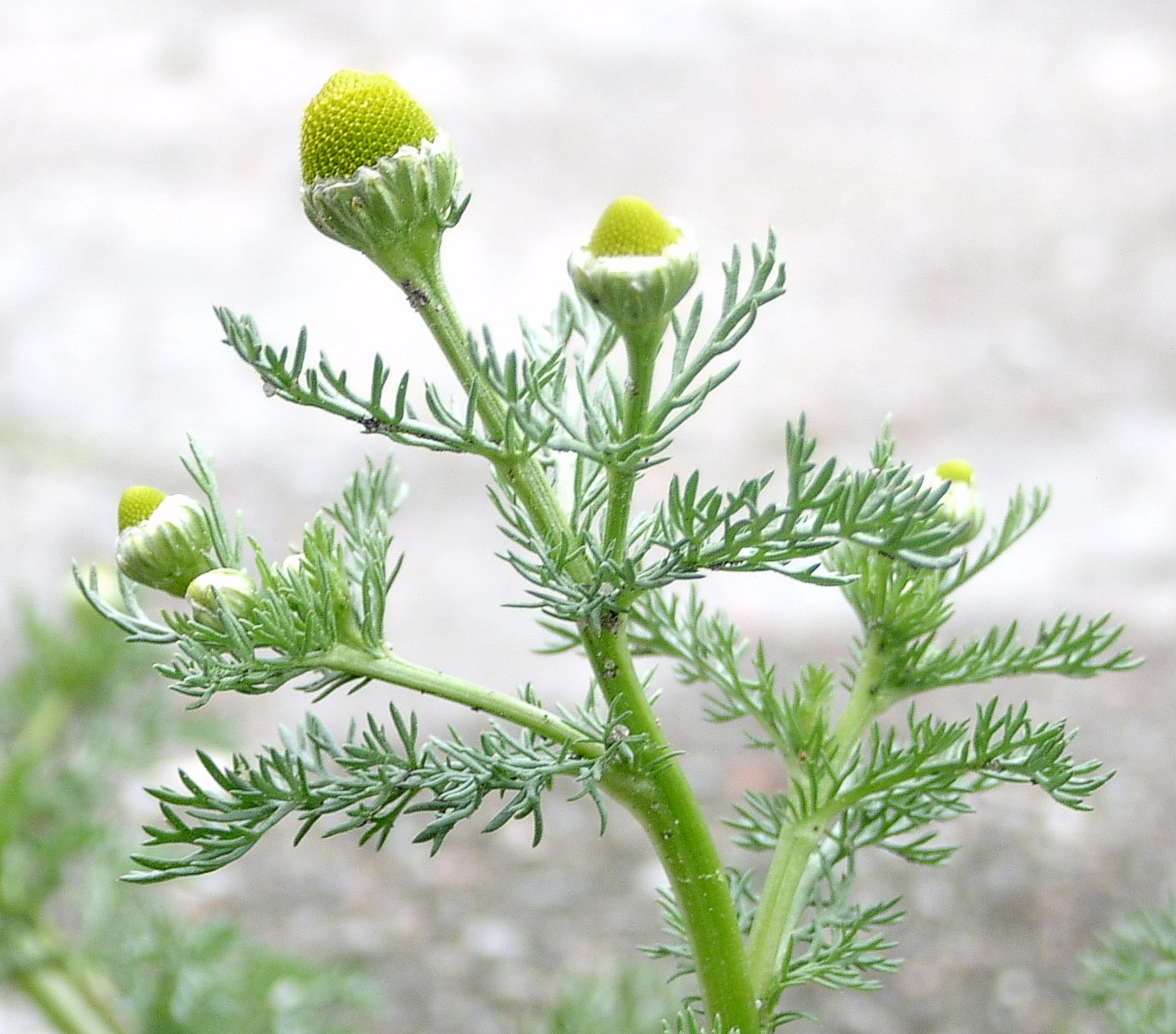
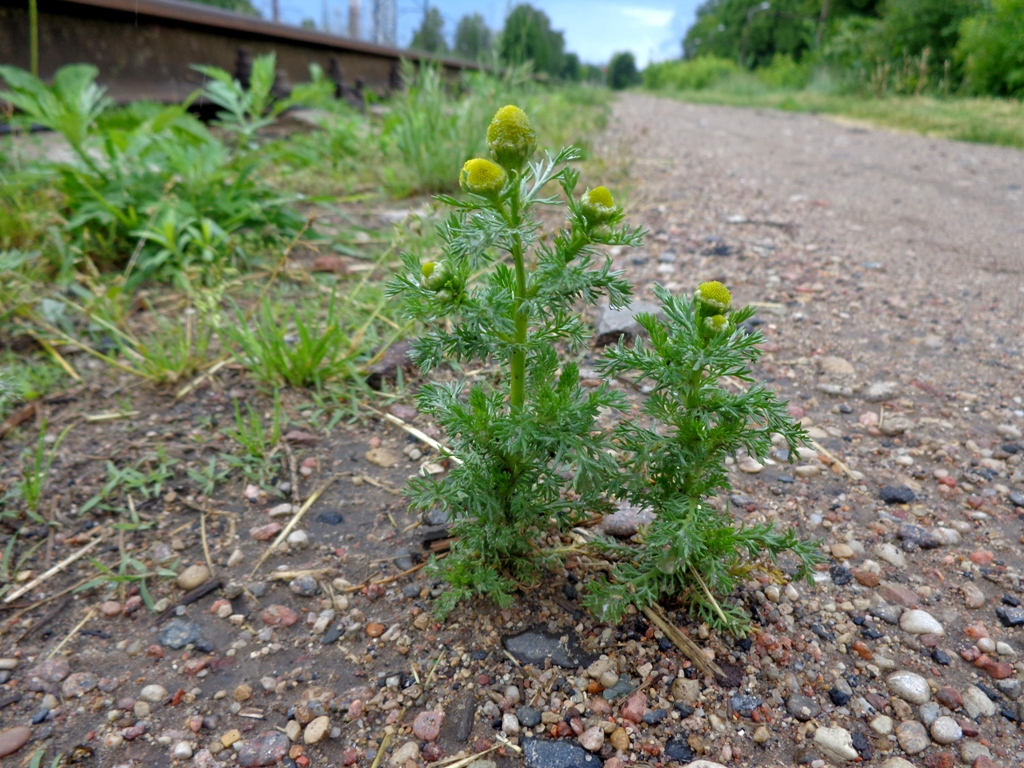
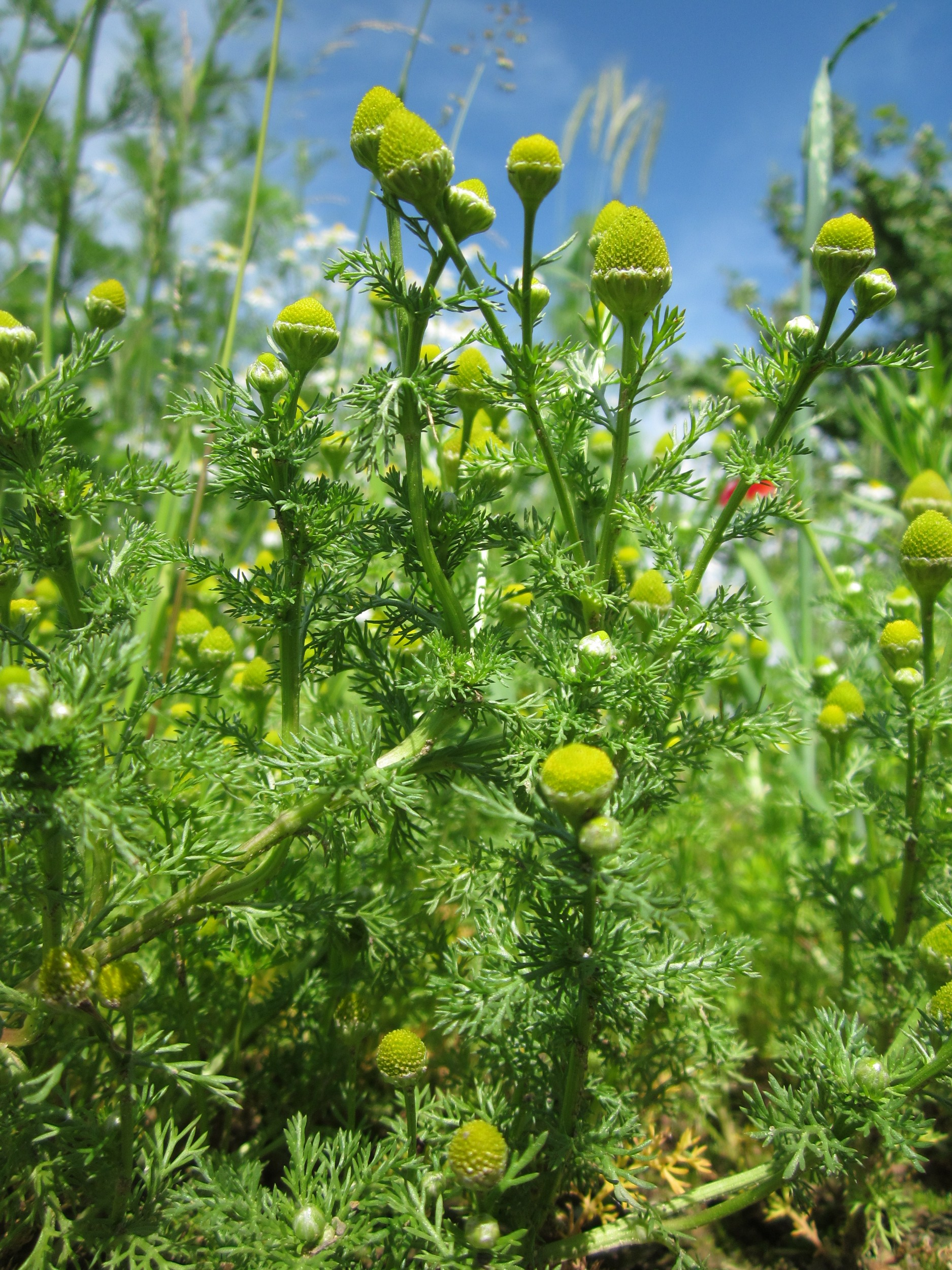
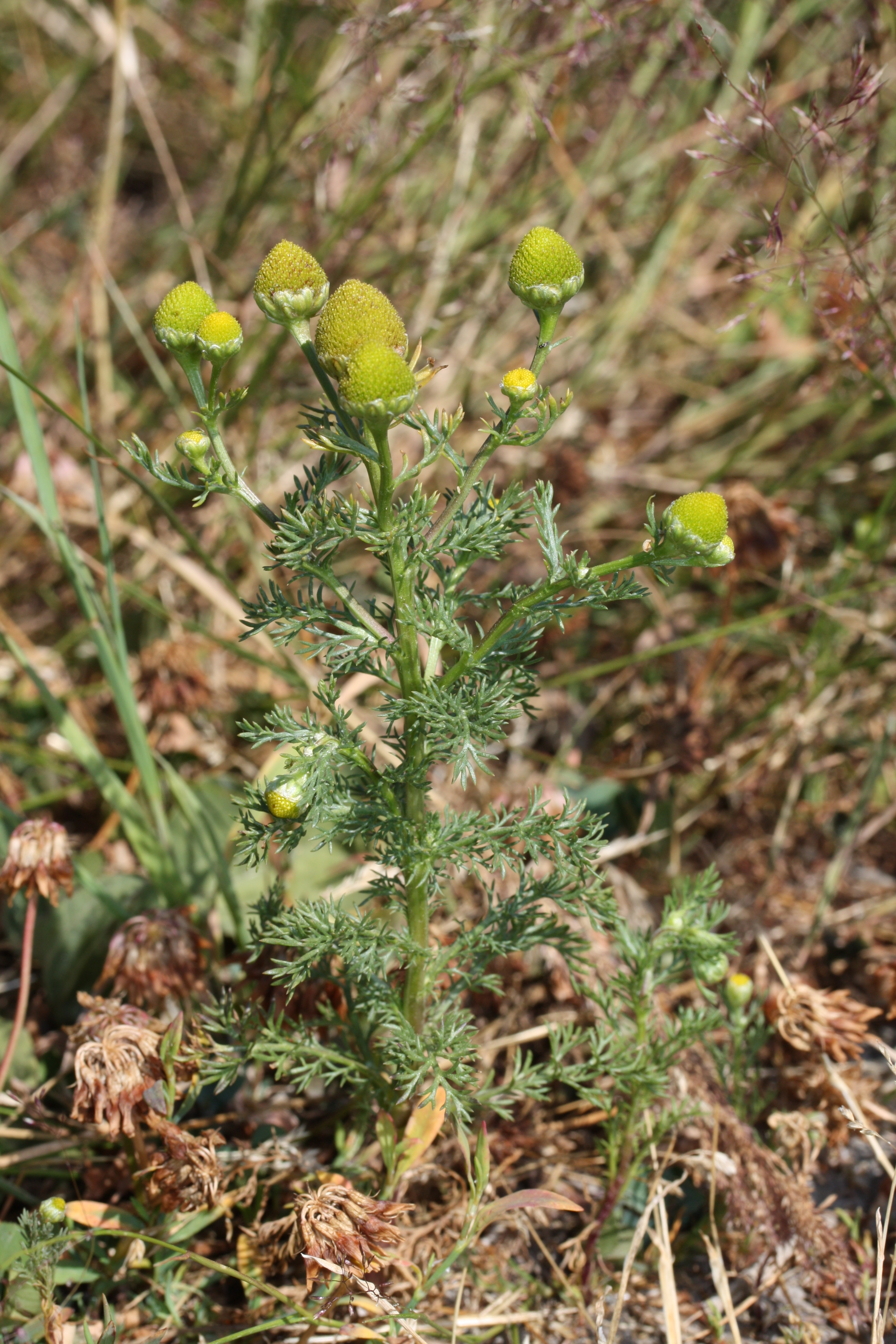
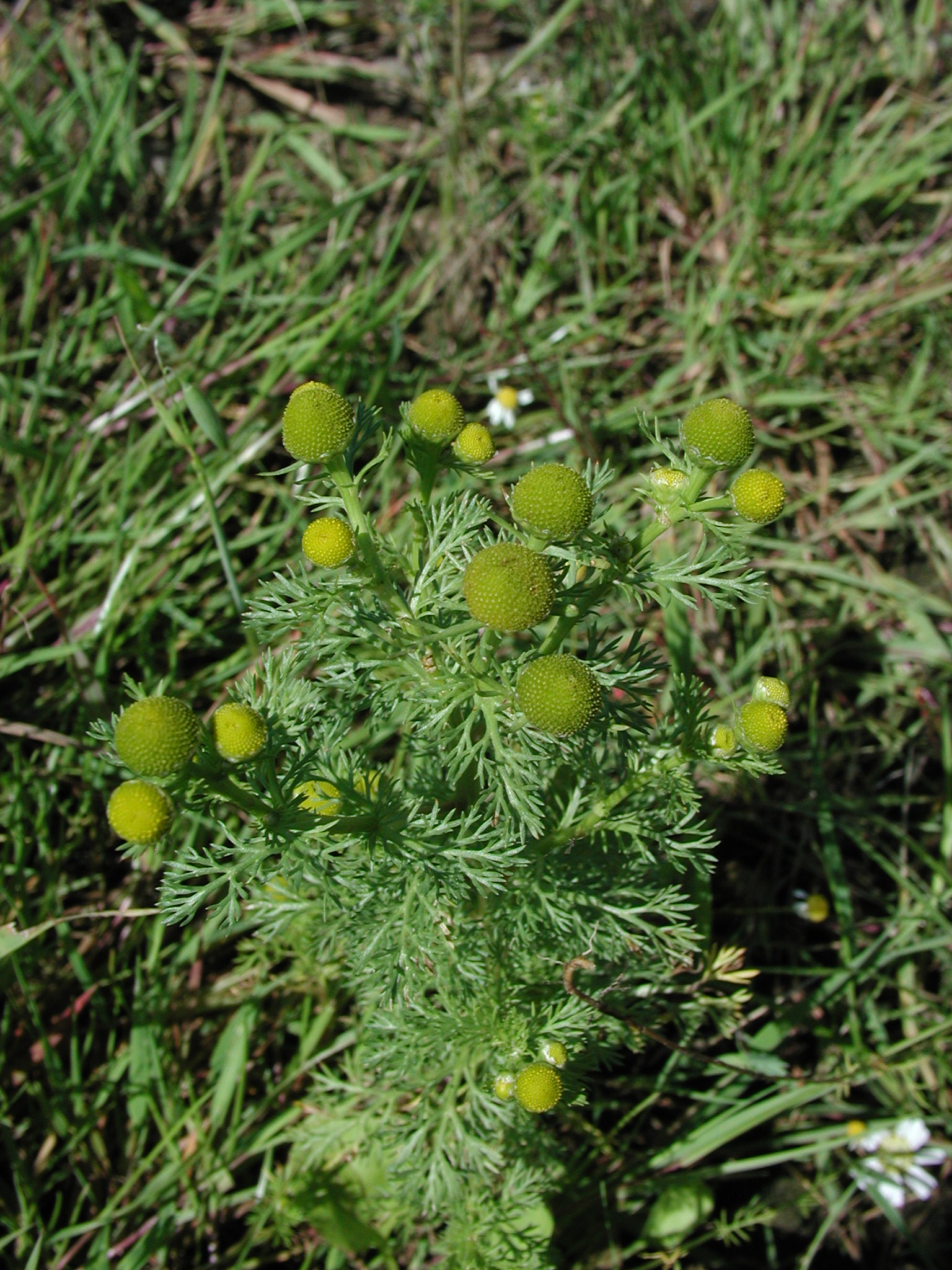
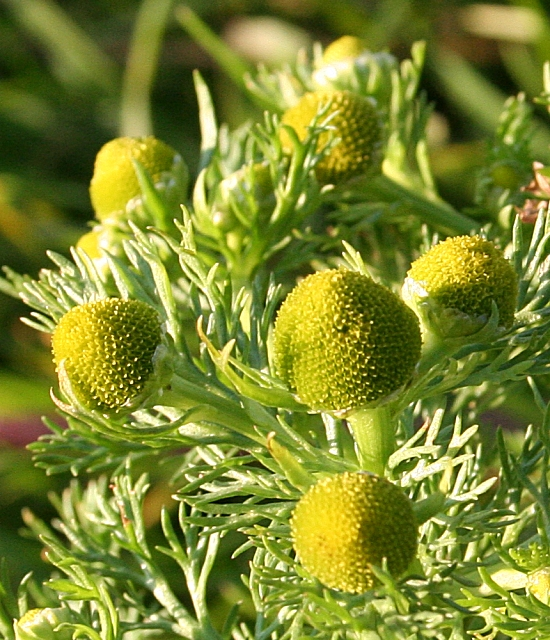
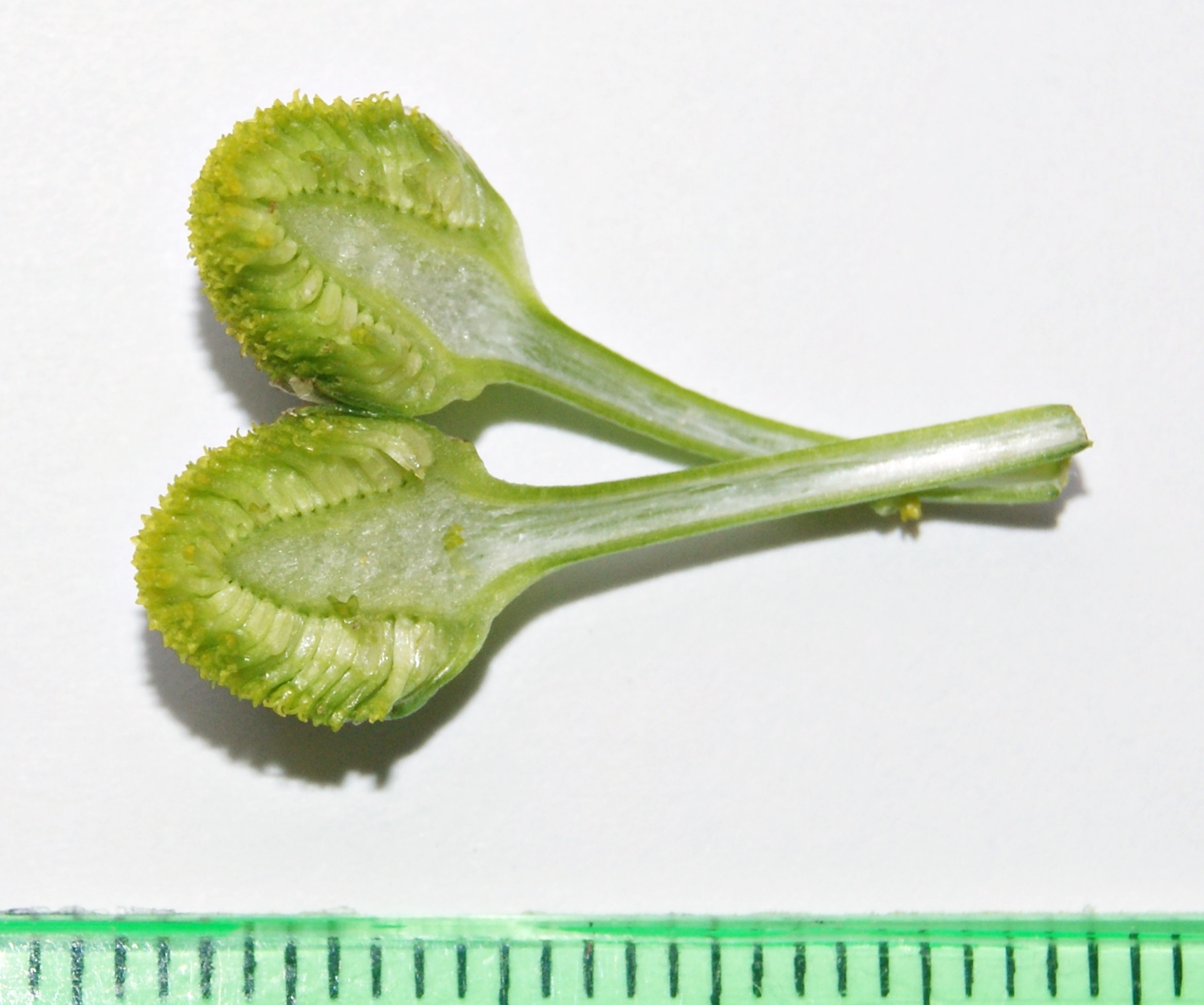